# Карамоджонг (народ)
Карамоджонг (или карамоджо) — народ группы нилотов, живущий в Уганде.

## Население
Численность карамоджонг по данным переписи населения Уганды 2002 года составляет 258 307 человек, составляя 1,1 % населения страны. Проживают на востоке Северной области Уганды в этносубрегионе Карамоджа (англ. Karamoja sub-region), включающий округа: Абим (округ), Амудат (Amudat District), Каабонг (Kaabong), Котидо (Kotido), Морото (Moroto), Накапирипирит (Nakapiripirit), Напак (Napak).
Язык карамоджонг принадлежит к восточносуданской группе нило-сахарских языков.
Социальный строй основан на кровно-родственных связях и клановой системе. Племя возглавляется старейшим поколением (Novelli Bruno 1989: 54).

## Природные условия
Карамоджонг живут на плато, окружённом горами. В ноябре наступает засушливый сезон: прекращаются дожди, становится очень ветрено, на поверхности земли практически отсутствует вода.

## Традиционные занятия и быт
- отгонно-пастбищное животноводство
- ручное земледелие

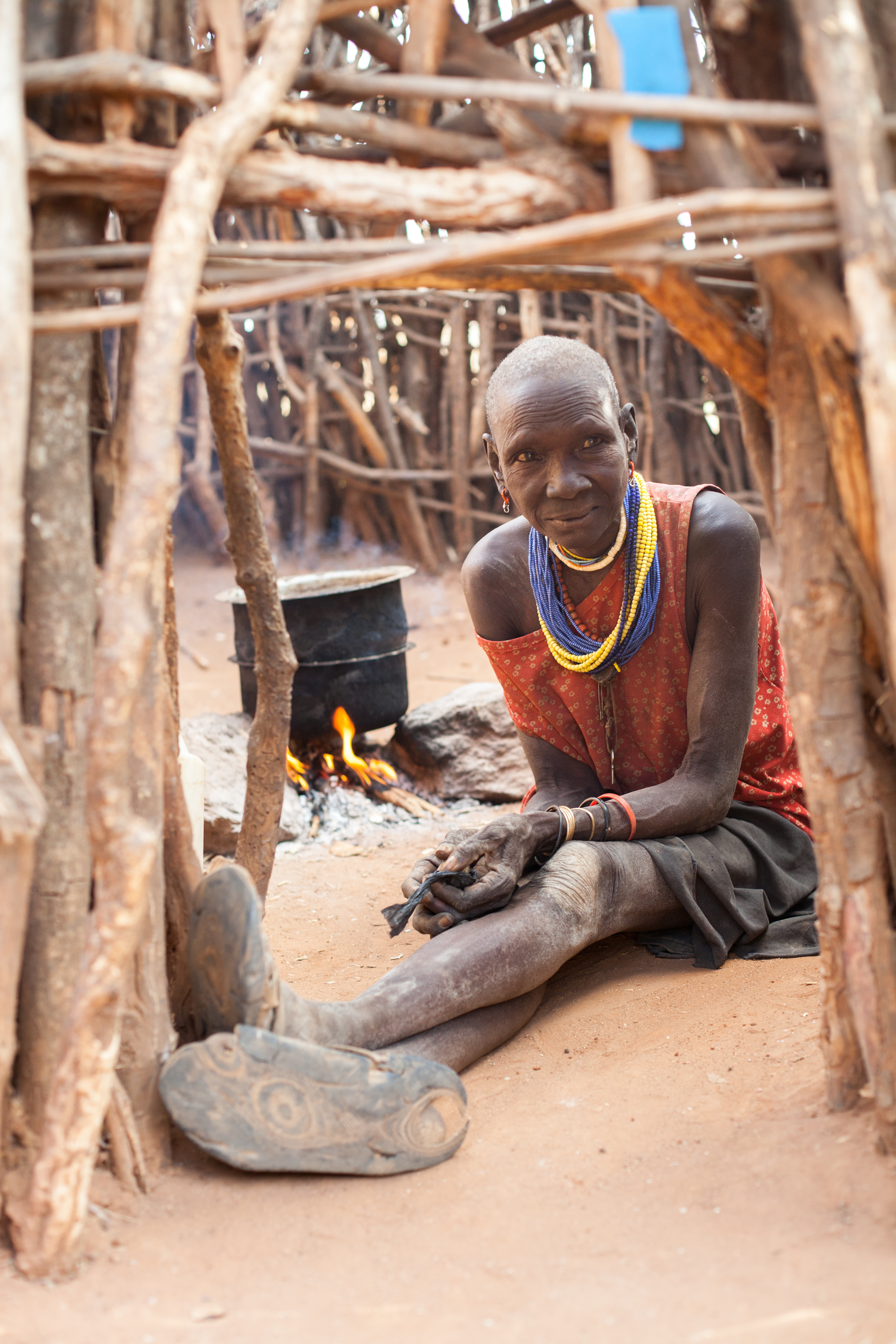
Карамоджонг

- ремёсла: выделка кож, изготовление украшений из кости
- торговля

Важнейшую роль в жизни карамоджонг играет рогатый скот. Молоко, кровь и мясо служат пищей; жир — пищей и косметикой; моча — чистящим средством. Из кожи делают одежду.
Из одежды карамоджонг носят кожаную повязку, окрашенную охрой, многочисленные украшении из металла, украшенные бисером. Головной убор изготовляется из страусовых перьев.
В причёску карамоджонг вплетаются волокна агавы, а волосы окрашиваются охрой.

## История
По мнению антропологов, карамоджонги относятся к народам, мигрировавшим из Эфиопии в XVI в. (Балезин А. С. 1999: 365).